# Capitium (Kleidung)
Das Capitium (lateinisch für „Kopfmütze“) ist eine Art Kopftuch oder Kapuze.

## Römisches Reich
Im 4. Jahrhundert findet sich capitium bei Nonius Marcellus (De compendiosa doctrina) als Bezeichnung für eine Kopfbedeckung. Diese Bedeutung wandelte sich im 5. Jahrhundert zu einer Bezeichnung für das Kopfloch der tunica. Als Frauenkleid wurde das capitium über dem oberen Teil des Körpers und über dem Busen getragen.

## Medizin
In der Medizin wird auch ein mützenartiger Kopfverband als Capitium bezeichnet. Es wird mit Hilfe eines viereckigen Tuches gebildet, das zu einem Dreieck zusammengefaltet ist. Mitunter wurde das Capitium durch Einschneiden fünfzipflig gemacht.